# Oude Maas (Limburg)
De Oude Maas is een rivier in de Nederlandse provincie Limburg. Ze is een oude rivierarm van de Maas die na 1850 werd afgesneden. Ze loopt noordwaarts tussen Aasterberg en Maasbracht en is 6,7 km lang.

## Geschiedenis
De Maas had tot ±1850 vele vertakkingen. Ook ten noorden van Roosteren vertakte ze zich. De twee rivierarmen verenigden zich ter hoogte van Maasbracht, waardoor ze het "Eiland in de Maas" vormden met hierop de plaatsen Ohé, Laak, Stevensweert, het Bilt, het Eiland en de Brand. Het beginpunt van de Oude Maas werd gedempt, waardoor het eiland een schiereiland werd. Bovendien kon Maaswater niet meer binnenstromen, waardoor de Oude Maas enkel nog gevoed werd door de Geleenbeek en de Echter Molenbeek.
De benaming "Oude Maas" doet denken dat zij de oorspronkelijke Maasbedding is en dat de westelijke bedding later ontstond. Waarschijnlijk bestonden beiden echter al van oudsher en was geen van hen hoofdbedding. De oostelijke arm zou "oud" genoemd zijn omdat ze sinds de middeleeuwen niet meer veranderd was; de westelijke arm bleef echter haar verloop vernieuwen, onder andere door de bocht aan "de Leeuwerik" dieper in te snijden. Door dergelijke ontwikkelingen groeide de westelijke arm uiteindelijk uit tot hoofdbedding.

## Huidige situatie
Maaswater stroomt enkel vanuit het noorden tot in de Oude Maas. Bij het regelmatige hoogwater wordt de voormalige arm dan ook veel breder. Rond de Oude Maas werd vanaf 1960 grind gewonnen, waardoor in de rivier twee grote Maasplassen zijn gevormd: de Molenplas en de Biltplas. Na het einde van de grindwinning in 2009 is een groot deel van het gebied ingericht als het natuurgebied "Stevol".
Parallel aan de Oude Maas ligt op de rechteroever het Julianakanaal. Nabij Maasbracht is aan de rivier een jachthaven gelegen.